# Heinrich Hack
Johann Heinrich Hack (* 23. Mai 1856 in Köln; † 2. Januar 1936 ebenda) war ein deutscher Schulrektor, Autor und Mundartschriftsteller aus Köln.

## Leben
Er gehörte zu den „Freunden und Verehrern Fritz Hönigs“, die dessen viel rezipiertes Wörterbuch der Kölner Mundart zwei Jahre nach seinem Tod in ergänzter und aktualisierter Auflage mit einer ungewöhnlich guten Ausstattung neu herausbrachten. Er hat sowohl das zusätzliche Vorwort dazu geschrieben, das einen Nachruf und Lebenslauf Hönigs umfasst, als auch das neue Vorwort zur Neuauflage, das Hönig gereimtes Original ersetzt, als auch im Auftrag des über fünfzigköpfigen Arbeitskreises zu dessen Fertigstellung die wesentliche Arbeit der redaktionellen Einarbeitungen übernommen, die Hönig zu Lebzeiten nicht mehr hatte fertigstellen können. Er war viele Jahre lang Rektor der Schule Waisenhausgasse/Martinsfeld in Köln.
Wie der deutlich ältere Hönig war auch Hack dem Kölner Männergesangverein verbunden und schrieb mehrfach über dessen Aktivitäten. Im Winter 1905/06 zur Vierhundertjahrfeier  des Aufenthalts des Kaisers Maximilian I in der Brauergaffel, wie die Zunft und das Zunfthaus der Kölner Brauleute genannt wird, schrieb Hack eigens eine „Vaterstädtische Operette“ in zwei Akten. Sie trägt den Titel Der Reichsdach zo Kölle 1509 oder Kaiser Max en der Brauergaffel und wurde von der Abteilung Caecilia Wolkenburg des Männergesangvereins aufgeführt. Zudem verfasste er besinnliche und humoristische Stücke in Kölner Mundart, darunter Puppenspiele für das Kölner Hännesjentheater. Auch im Karneval war er aktiv, unter anderem als Liederschreiber für die Große Karnevalsgesellschaft. Er hinterließ eine Sammlung von Zeitungsausschnitten und einigen Druckschriften, die dem Kölner Stadtarchiv übergeben wurde und dort als „Sammlung Hack“ geführt wird.

## Schriften
- Die Heimstätten des Kölner Männergesang-Vereins. Kölner Verlags-Anstalt, Köln 1903.
- Der Reichsdag zo Kölle oder Kaiser Max en der Brauergaffel. Köln 1905.
- Fritz Hönig. In: Wœrterbuch der Kœlner Mundart. Herausgegeben von seinen Freunden und Verehrern. J.P.Bachem, Köln 1905, OCLC 560982886, S. V-VIII.
- Us der Hexemächerzick. Gehly, Köln 1906.
- Ändr´ et, wann do kanns. In: Lieder- und Jahrbuch des Jahres 1913 der Große Karnevals-Gesellschaft Köln von 1823. Lieder zur 4. Sitzung (Herren-Sitzung) am 19. Januar 1913. Köln 1912, S. 108 ff. (online).
- De Kaventschaff: 4 Akte / Op der Auktion / E Missverständnis / Öm nix. In: Puppenspiele besonders für das Kölner Hänneschentheater. Band 2. Kölner Fröbelhaus Weiden, Köln 1921, OCLC 312292901 (eingeschränkte Vorschau in der Google-Buchsuche).
- Die Kölner Dom-Musikkapelle, nach den Domakten bearbeitet. In: Jahrbuch des Kölnischen Geschichtsvereins. Jg. 5 (1922). Köln 1922, S. 113–154.
- Die Reise des Kölner Männer-Gesang-Vereins nach Baden und der Schweiz vom 23.–31. Mai 1924. 1924.
- Das Zunfthaus der Brauer in Köln. In: Der Burgbote. Monatsschrift des Kölner Männer-Gesang-Vereins und der Wolkenburg-Kasino-Gesellschaft. Jg. 7 (1928). Köln 1928, S. 23–29.
- Heinrich Hack (Text), Alfred Beines (Musik): Kölsche vör Thurant. In: Gerold Kürten (Hrsg.): Loss m'r doch noch jet singe. Teil 2. Rheinvolk Verlag, Köln 1981, S. Lied 234 (online).